# Quercus shumardii
Espèce
Synonymes
- Quercus shumardii var. shumardii[1]

Statut de conservation UICN

 LC  : Préoccupation mineure
Répartition géographique
Quercus shumardii est une espèce de chênes du sous-genre Quercus et de la section Lobatae. L'espèce est présente aux États-Unis.

## Liste des sous-espèces
Selon Tropicos (11 janvier 2020) :
- Quercus shumardii subsp. texana (Buckley) A.E. Murray

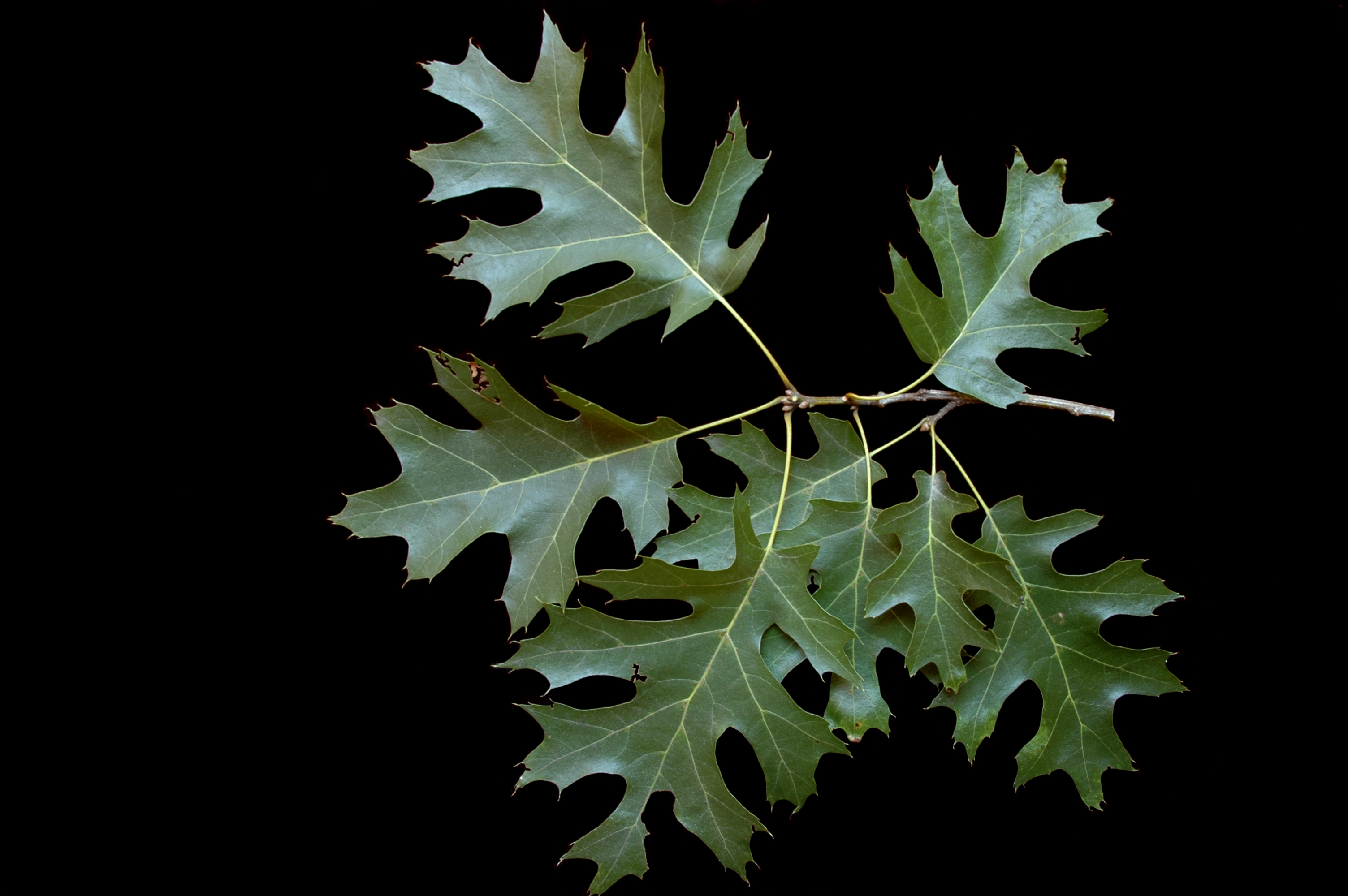
Feuilles de Quercus shumardii

## Liste des variétés
Selon Tropicos (11 janvier 2020) :
- Quercus shumardii var. acerifolia E.J. Palmer
- Quercus shumardii var. microcarpa (Torr.) Shinners
- Quercus shumardii var. schneckii (Britton) Sarg.
- Quercus shumardii var. shumardii
- Quercus shumardii var. stenocarpa Laughlin
- Quercus shumardii var. texana (Buckley) Ashe